# Muhazi-See
Der Muhazi-See oder Mohasi-See (Kinyarwanda Ikiyaga cya Muhazi, französisch Lac Muhazi, englisch Lake Muhazi) ist ein Stausee in Ruanda, der zu einem Großteil in der Ostprovinz liegt.

## Geographie
Der Muhazi-See liegt in einer Bergregion etwa 30 km nordöstlich der Hauptstadt Kigali auf einer Höhe von 1444 m. Die Südseite befindet sich im Distrikt Rwamagana, während die Nordseite im Distrikt Gatsibo liegt. Ein Stück der Nordostseite liegt zudem im Distrikt Kayonza und der äußerste Nordwesten im Distrikt Gicumbi und Südwesten im Distrikt Gasabo. Der See hat eine Gesamtfläche von 34,10 km² und eine in Ost-West-Richtung langgestreckte, geschlängelte Form mit einer Gesamtlänge von etwa 37 Kilometern und einer Breite von 0,6 bis 2 Kilometern. Die mittlere Tiefe liegt bei 10 Metern und die maximale bei 14 Metern.

## Hydrologie
Der Muhazi-See hat ein Einzugsgebiet von etwa 830 km² und ist ein großer Teil des Einzugsgebiets des südwestlich abfließenden Nyabugogo, eines linken Nebenflusses des Nyabarongo. Zuflüsse des Sees sind auf der Nordseite von Westen nach Osten u. a. der Gatare, Buganya, Bwanya, Njuma, Kanyonyomba, Kagende und Nyakambu sowie auf der Südseite der Kirunura, Rwanutemya, Rwandenzi und Ntaruka. Der Wasserpegel des Sees variiert mit den Jahreszeiten um etwa 50 bis 70 Zentimeter. Von Juni bis August ist der Zufluss am geringsten und der Wasserpegel sinkt. Der jährliche Gesamtniederschlag in der Region liegt zwischen 858 und 1154 mm und die Lufttemperaturen zwischen 18 und 21 °C.
Das Wasser des Muhazi-Sees weist durch die Landwirtschaft im Einzugsgebiet eine Zunahme von Stickstoff, Phosphor und Kalium sowie Verschlammung auf.

## Staudamm
Aufgrund fallender Pegel durch zunehmenden Wasserbedarf für die Landwirtschaft und die südlich gelegene Stadt Rwamagana wurde 1999 am Westende des Sees ein Staudamm aus Beton gebaut, der einen „seit jeher“ bestehenden Erddamm ersetzte.

## Flora und Fauna
Im Muhazi-See breitet sich die invasive Dickstielige Wasserhyazinthe aus.
Das Phytoplankton des Sees besteht mehrheitlich aus der Cyanobakterienart Microcystis aeruginosa und der Dinoflagellatenart Ceratium hirundinella.
Ursprünglich im See vorkommende Fischarten sind Arten der Gattung Haplochromis sowie die Karpfenfischart Enteromius mohasicus und die Raubwelsart Clarias liocephalus. Im Laufe der Jahre eingeführte Arten sind u. a. der Afrikanische Raubwels, der Karpfen und die Buntbarscharten Oreochromis niloticus und Coptodon rendalli sowie 1989 der Äthiopische Lungenfisch, der teilweise als invasive Art angesehen wird. Fressfeinde für die Fische im See sind beispielsweise Pelikane und Eisvögel sowie die zahlreich vorkommenden Otter. Weitere Tierarten im See sind Schnecken der Gattungen Biomphalaria und Bulinus, die als Zwischenwirte für die von Larven verursachte Wurmerkrankung Schistosomiasis von gesundheitlichem Interesse sind.